# Rally Circuito de Irlanda de 2016
El Rally Circuito de Irlanda de 2016, oficialmente 74. Circuit of Ireland International Rally, fue la septuagésimo cuarta edición y la segunda ronda de la temporada 2016 del Campeonato de Europa de Rally. Se celebró del 7 al 9 de abril y contó con un itinerario de catorce tramos sobre asfalto que sumarón un total de 209,56 km cronometrados.
El ganador de la prueba fue el irlandés Craig Breen quien consiguió su segunda victoria consecutiva en esta prueba y la primera y única de la temporada, fue acompañado en el podio por el campeón defensor Kajetan Kajetanowicz y por el británico Alastair Fisher.

## Itinerario
| Día                     | Tramo | Nombre             | Distancia | Ganador de la etapa  | Automóvil      | Tiempo  | Líder de la general |
| ----------------------- | ----- | ------------------ | --------- | -------------------- | -------------- | ------- | ------------------- |
| Día 1 (8 de abril)      | SS1   | Cairncastle        | 21.02 km  | Elfyn Evans          | Ford Fiesta R5 | 10:10.4 | Elfyn Evans         |
| Día 1 (8 de abril)      | SS2   | Knockboy 1         | 11.87 km  | Elfyn Evans          | Ford Fiesta R5 | 5:34.2  | Elfyn Evans         |
| Día 1 (8 de abril)      | SS3   | The Glens          | 31.21 km  | Craig Breen          | Citroën DS3 R5 | 16:06.8 | Craig Breen         |
| Día 1 (8 de abril)      | SS4   | Knockboy 2         | 11.87 km  | Craig Breen          | Citroën DS3 R5 | 5:54.2  | Craig Breen         |
| Día 1 (8 de abril)      | SS5   | Glendun            | 14.83 km  | Craig Breen          | Citroën DS3 R5 | 7:29.2  | Craig Breen         |
| Día 1 (8 de abril)      | SS6   | Newtownards TT     | 2.30 km   | Alastair Fisher      | Ford Fiesta R5 | 2:10.0  | Craig Breen         |
| Día 2 (9 de abril)      | SS7   | Bucks Head 1       | 14.24 km  | Elfyn Evans          | Ford Fiesta R5 | 7:32.8  | Craig Breen         |
| Día 2 (9 de abril)      | SS8   | Hamilton’s Folly 1 | 16.95 km  | Elfyn Evans          | Ford Fiesta R5 | 9:06.6  | Craig Breen         |
| Día 2 (9 de abril)      | SS9   | Bulls Brook 1      | 12.19 km  | Kajetan Kajetanowicz | Ford Fiesta R5 | 7:13.0  | Craig Breen         |
| Día 2 (9 de abril)      | SS10  | Banbridge 1        | 14.85 km  | Elfyn Evans          | Ford Fiesta R5 | 9:04.2  | Craig Breen         |
| Día 2 (9 de abril)      | SS11  | Bucks Head 2       | 14.24 km  | Elfyn Evans          | Ford Fiesta R5 | 7:24.9  | Craig Breen         |
| Día 2 (9 de abril)      | SS12  | Hamilton’s Folly 2 | 16.95 km  | Kajetan Kajetanowicz | Ford Fiesta R5 | 9:12.6  | Craig Breen         |
| Día 2 (9 de abril)      | SS13  | Bulls Brook 2      | 12.19 km  | Craig Breen          | Citroën DS3 R5 | 7:14.4  | Craig Breen         |
| Día 2 (9 de abril)      | SS14  | Banbridge 2        | 14.85 km  | Kajetan Kajetanowicz | Ford Fiesta R5 | 8:58.0  | Craig Breen         |
| Fuente:ewrc-results.com |       |                    |           |                      |                |         |                     |

## Clasificación final
| Pos.                     | Piloto               | Copiloto         | Automóvil         | Equipo             | Tiempo    | Puntos |
| ------------------------ | -------------------- | ---------------- | ----------------- | ------------------ | --------- | ------ |
| 1                        | Craig Breen          | Scott Martin     | Citroën DS3 R5    | DGM Sport          | 1:54:16.1 | 25+13  |
| 2                        | Kajetan Kajetanowicz | Jarosław Baran   | Ford Fiesta R5    | Lotos Rally Team   | +10.6     | 18+13  |
| 3                        | Alastair Fisher      | Gordon Noble     | Ford Fiesta R5    | Alastair Fisher    | +56.4     | 15+8   |
| 4                        | Josh Moffett         | John Rowan       | Ford Fiesta R5    | Combilift Rallying | +1:40.1   | 12+7   |
| 5                        | Jonathan Greer       | Kirsty Riddick   | Citroën DS3 R5    | DGM Sport          | +2:07.0   | 10+4   |
| 6                        | David Bogie          | Kevin Rae        | Škoda Fabia R5    | CA1 Sport          | +2:55.6   | 8+2    |
| 7                        | Stephen Wright       | James Fulton     | Ford Fiesta R5    | Stephen Wright     | +4:36.1   | 6+1    |
| 8                        | Tom Cave             | James Morgan     | Ford Fiesta R5    | Spencer Sport      | +4:51.1   | 4      |
| 9                        | Joseph McGonigle     | Ciaran Geaney    | Škoda Fabia S2000 | Joseph McGonigle   | +5:52.2   | 2      |
| 10                       | Jarosław Kołtun      | Ireneusz Pleskot | Ford Fiesta R5    | C-Rally            | +6:26.2   | 1      |
| Fuente: ewrc-results.com |                      |                  |                   |                    |           |        |